# Kǎn

Trigrammes - Yi Jing - Bāguà

|   | sin. | pinyin | on'yomi |
| ☰ | 乾   | qián   | ken     |
| ☷ | 坤   | kūn    | kon     |
| ☳ | 震   | zhèn   | shin    |
| ☴ | 巽   | xùn    | son     |
| ☲ | 離   | lí     | ri      |
| ☵ | 坎   | kǎn    | kan     |
| ☶ | 艮   | gèn    | gon     |
| ☱ | 兌   | duì    | da      |

☵ ou 坎 transcrit kǎn en hanyu pinyin (romanisation du mandarin) et kan selon la lecture on'yomi (japonais), est l'un des huit trigrammes du Yi Jing, et donc une figure du Bāguà.
C'est la représentation à la fois de l'eau et de l'insondable, imagé aussi par le porc, le fils cadet, l'oreille, les fosses, les pièges, l'arc et la flèche, le sang, le rouge, la lune, le bois ferme avec beaucoup de marques, …
Ses caractères Unicode sont 2635 et 574E.